# Synantropie

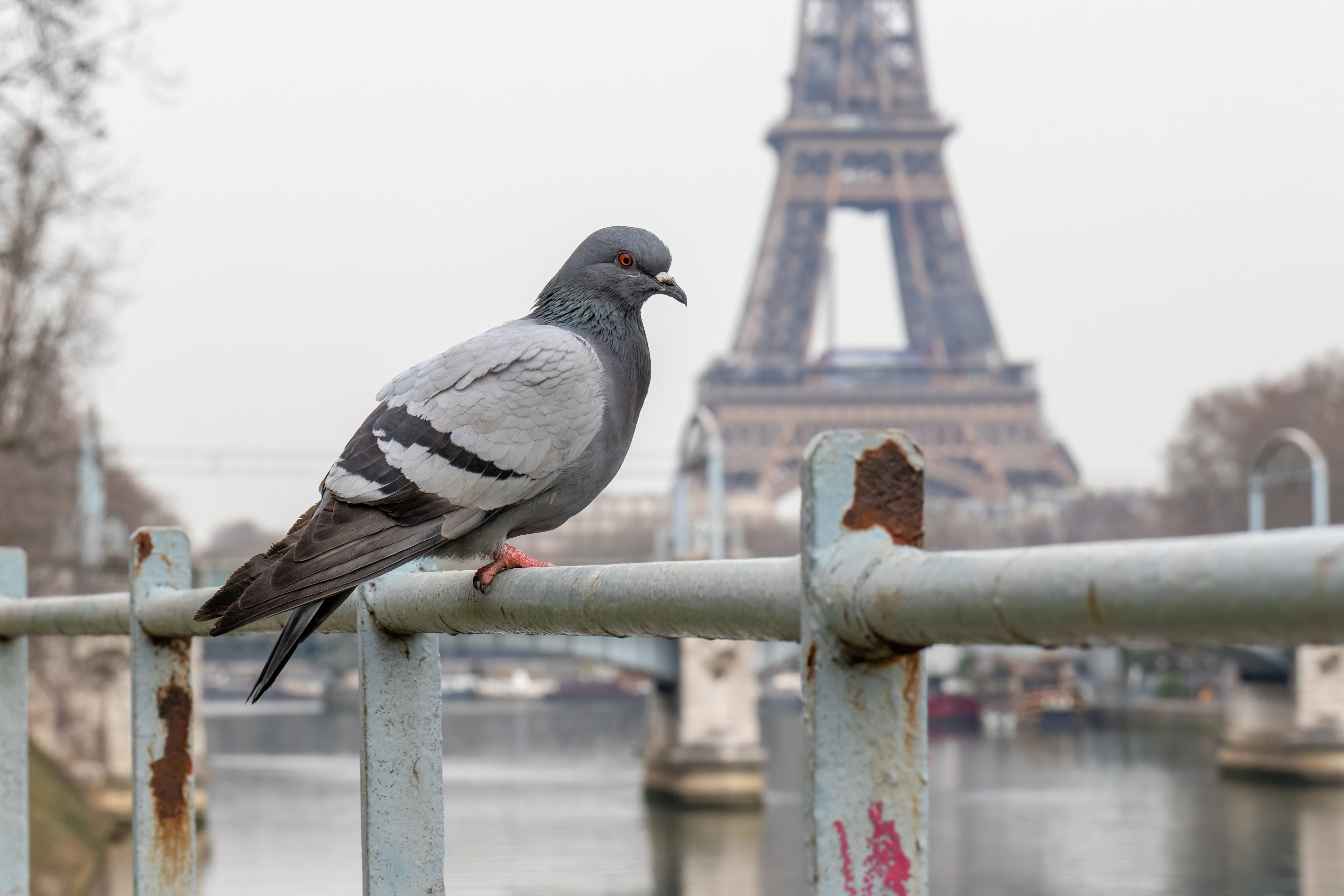
Typický synantropní organismus je holub domácí

Synantropie (ze starořeckého σύν sýn – „společně“, „s“ a ἄνθρωπος ánthrōpos – „člověk“) je stav, kdy volně žijící organismus žije v těsné blízkosti člověka nebo v krajině modifikované člověkem, a typicky z toho má prospěch. Synantropní živočichové tedy obvykle žijí například uprostřed měst, vesnic a dalších lidských sídel společně s člověkem. Totéž platí i pro flóru, tedy synantropní druhy rostlin.

## Příklady synantropních živočichů
- čáp bílý
- holub domácí
- hrdlička zahradní
- kachna divoká
- kavka obecná
- krysa
- myš domácí
- pokoutník domácí
- potkan
- rehek domácí
- rorýs obecný
- straka obecná
- vlaštovka obecná
- vrabec domácí
- vrána černá
- vrána šedá

## Synantropní druhy rostlin
Osídlují prostředí vytvořené člověkem, které pro ně původně nebylo určeno. Jsou to například skládky, střechy, mezery v dlažbě a další místa. Příklady: lebeda, šrucha zelná, mechy. Samostatnou skupinu tvoří plevele, které se rozšiřují v souvislosti s obděláváním zemědělské půdy.